# NetSurf
NetSurf ist ein seit 2007 existierender freier Webbrowser mit eigener Browser-Engine. Neben Windows sowie unixoiden Betriebssystemen wie Linux, FreeBSD und macOS unterstützt er auch AmigaOS, Haiku und RISC OS. Dort stellt der leichtgewichtige Browser die einzige Möglichkeit dar, moderne Webseiten zu nutzen.
Er läuft auch auf Raspberry Pi.
NetSurf unterstützt Tabbed Browsing und Lesezeichen, ab der Version 3.4 auch JavaScript. Bei Webstandards werden HTML 4 und CSS 2.1 nahezu vollständig unterstützt.